# Petal Maps
Petal Maps es un servicio de mapas basado en TomTom y OpenStreetMap proporcionado por Huawei a los dispositivos con los sistemas operativos HarmonyOS, Android e iOS
Fue lanzado en octubre del 2020 para los dispositivos Huawei a través de la tienda de Aplicaciones de Huawei, Huawei AppGallery, luego en junio del 2021 para todos los dispositivos con el sistema operativo Android a través de la tienda de Aplicaciones de Google, la cual es Google Play, y el 3 de marzo de 2022 para el sistema operativo iOS a través de la tienda de Aplicaciones de Apple, la cual es la App Store. Fue lanzado como reemplazo del Google Maps

## Características

### Básicas
Petal Maps ofrece la capacidad de realizar acercamientos y alejamientos para mostrar el mapa. El usuario puede controlar el mapa con el mouse para moverse a la ubicación que se desee. Los usuarios pueden ingresar una dirección, una intersección o un área en general para buscar en el mapa. 
Si alguien quiere consultar por «pasteles en Londres» para encontrar restaurantes que sirven ese plato cerca de la ciudad. Las búsquedas pueden encontrar una amplia gama de restaurantes, hoteles, teatros y negocios generales.
- Los mapas son de origen TomTom y OpenStreetMap, en lugar de utilizar fuentes de Google.
- Visión 3D de los mapas
- Vista de satélite.

### Imágenes ofrecidas por satélite
Actualmente, la vista satelital de Petal Maps solamente está disponible en la aplicación de Petal Maps para móviles y no en la página web.